# Gabbibotnen
Der Gabbibotnen ist ein Bergkessel im ostantarktischen Königin-Maud-Land. In der XU-Fjella der Heimefrontfjella liegt er zwischen dem Storsveenfjellet und der Rasmussenegga.
Wissenschaftler des Norwegischen Polarinstituts benannten ihn 1987 nach Gabbi Sømme (geborene Holst, 1899–1952), die in der Widerstandsbewegung gegen die deutsche Besatzung Norwegens im Zweiten Weltkrieg Flüchtlingen in Stavanger geholfen hatte.